# Behaarde grindloper
De behaarde grindloper (Perileptus areolatus) is een keversoort uit de familie van de loopkevers (Carabidae). De wetenschappelijke naam van de soort werd in 1799 gepubliceerd door Christian Creutzer.